# Region Littoral
Die Region Littoral ist seit dem 1. Januar 2018 eine der vier Regionen des Kantons Neuenburg in der Schweiz. Sie dient statistischen Zwecken und als Wahlregionen für den Grossen Rat (französisch Grand Conseil) des Kantons. Sie umfasst das geografische Gebiet der ehemaligen Bezirke Boudry und Neuenburg.
Zur Region gehören folgende politische Gemeinden (Stand: 1. Januar 2018):
| Wappen            | Name der Gemeinde | Einwohner (31. Dezember 2023) | Fläche in km² | Einw. pro km² |
| ----------------- | ----------------- | ----------------------------- | ------------- | ------------- |
| Boudry            | Boudry            | 6320                          | 16,76         | 377           |
| Cornaux           | Cornaux           | 1647                          | 4,73          | 348           |
| Cressier          | Cressier (NE)     | 1924                          | 8,57          | 225           |
| Cortaillod        | Cortaillod        | 4798                          | 3,69          | 1300          |
| Enges             | Enges             | 271                           | 9,58          | 28            |
| Hauterive         | Hauterive (NE)    | 2669                          | 2,13          | 1253          |
| La Grande Béroche | La Grande Béroche | 9082                          | 42,21         | 215           |
| La Tène           | La Tène           | 5520                          | 5,48          | 1007          |
| Le Landeron       | Le Landeron       | 4647                          | 10,30         | 451           |
| Lignières         | Lignières         | 1041                          | 12,52         | 83            |
| Milvignes         | Milvignes         | 9312                          | 8,79          | 1059          |
| Neuchâtel         | Neuenburg         | 44'898                        | 30,09         | 1492          |
| Rochefort         | Rochefort         | 1325                          | 25,85         | 51            |
| Saint-Blaise      | Saint-Blaise      | 3238                          | 8,87          | 365           |
| Total (14)        | Total (14)        | 95'964                        | 185,48        | 517           |

Die Flächen sind ohne Seeanteile von Neuenburgersee und Bielersee.